# Handiganur, Sindgi
Handiganur là một làng thuộc tehsil Sindgi, huyện Bijapur, bang Karnataka, Ấn Độ.